# Goedereede
Goedereede (anhörenⓘ) (seeländisch Goeree) ist ein Ort und eine ehemalige Gemeinde in den Niederlanden, Provinz Südholland. Sie gehört seit dem 1. Januar 2013 zur Gemeinde Goeree-Overflakkee. Die Gesamtfläche des Ortes beträgt 15,91 km² und wird von 2.285 Personen bewohnt (Stand: 1. Januar 2024).

## Orte
Die Gemeinde umfasste die folgenden Orte:
- die Kleinstadt Goedereede (etwa 2000 Einwohner), wo sich die Gemeindeverwaltung befindet
- das Fischerdorf Stellendam (etwa 3500 Einwohner)
- das Touristen- und Fischerdorf Ouddorp (etwa 6000 Einwohner)
- der Weiler Havenhoofd (etwa 400 Einwohner)
- der Weiler Oostdijk

## Lage und Wirtschaft
Die ehemalige Gemeinde liegt im Nordwesten der Insel Goeree-Overflakkee. Der Haringvlietdamm verbindet sie mit dem Festland. Über diesen Damm führt eine zum Teil als Autobahn gebaute Straße nach Vlaardingen und Rotterdam.
Ouddorp hat Bedeutung als Touristenziel. Ouddorp und Stellendam sind auch Fischerdörfer (neuer Fischereihafen am Haringvlietdamm). Weiter wird Gartenbau betrieben (Gewinnung von Blumensaat).

## Geschichte

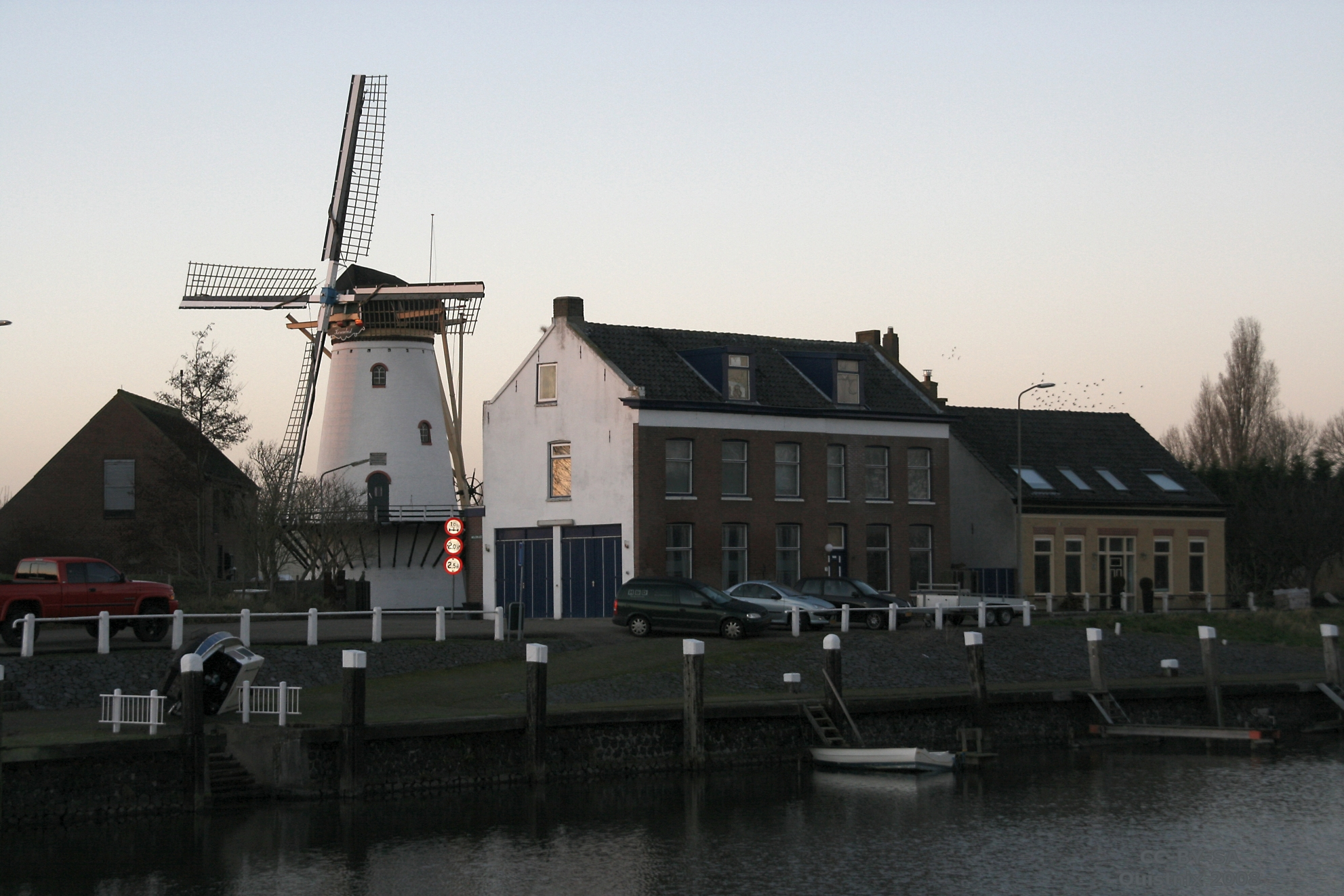
Windmühle im Fischerdorf Stellendam

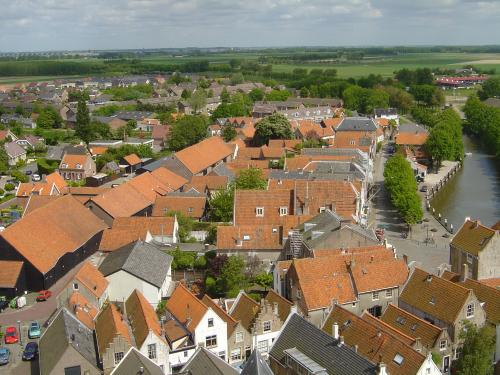
Blick auf den Ortskern von Goedereede

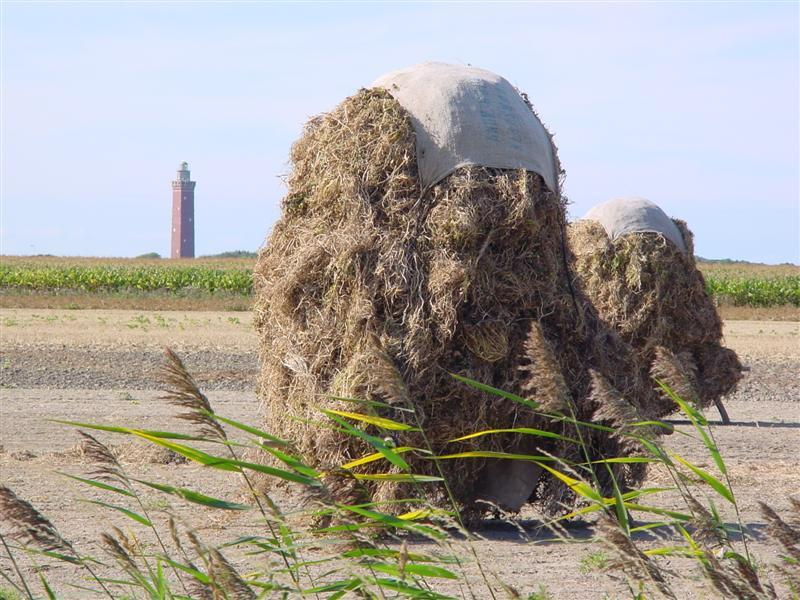
Landschaft bei Ouddorp mit dem Leuchtturm im Hintergrund

Schon zwischen dem 1. und dem frühen 3. Jahrhundert war das Gebiet der heutigen Gemeinde von den Römern besiedelt, die hier Kastell und Vicus Goedereede anlegten.
Vermutlich um 900 entstand das Dorf Ouddorp, auf der damaligen Insel Westvoorne. Goedereede (= gute Reede) wurde im 13. Jahrhundert ein bedeutender Hafen- und Fischereiort. Es erhielt 1312 das Stadtrecht und 1331 das Marktrecht. Goedereede wurde aber oft durch Katastrophen heimgesucht. Eine Heeresbande verwüstete es 1418; ein Stadtbrand 1482; Flutkatastrophen gab es 1421 (St. Elisabethflut), 1530, 1570, 1618 und schließlich am 1. Februar 1953. Der Verfall wurde durch die Versandung des Hafens ab etwa 1500 noch beschleunigt. Ouddorp hatte von 1860 bis 1973 einen bedeutenden Fischereihafen. Stellendam entstand um 1800 als neu gegründetes Fischerdorf.

## Sehenswürdigkeiten/Touristik
- Wassersport im und am durch den Brouwersdam von der Nordsee getrennten Seearm Grevelingen; Campingplätze; Jachthafen an der Südküste
- ruhiger Nordseestrand an der Nordseite (Naturschutzgebiet „De Kwade Hoek“).
- Naturschutzgebiet „Westduinen“, wo es noch Orchideen gibt
- der Leuchtturm von Ouddorp (1948 erbaut)
- mittelalterliche Kirchtürme der Dorfkirche Sint Maarten in Ouddorp (1348) und der Catharinakerk Goedereede (1512 erbaut)
- Giebelhäuser am Marktplatz von Goedereede
- Wanderungen und Radtouren, u. a. entlang den alten Herrenhäusern und Großbauernhöfen aus dem 17. Jahrhundert.
- Museumsbahn RTM Ouddorp

## Politik

### Sitzverteilung im Gemeinderat
| Partei                   | Sitze | Sitze | Sitze | Sitze |
| Partei                   | 1998  | 2002  | 2006  | 2010  |
| ------------------------ | ----- | ----- | ----- | ----- |
| SGP                      | 5     | 5     | 5     | 5     |
| Verenigd Gemeente Belang | 2     | 2     | 1     | 3     |
| CDA                      | 3     | 2     | 3     | 2     |
| PvdA                     | 2     | 2     | 2     | 2     |
| VVD                      | 2     | 2     | 2     | 2     |
| ChristenUnie             | —     | 2     | 2     | 1     |
| Vereniging Mastenbroek   | —     | —     | 0     | —     |
| RPF                      | 1     | —     | —     | —     |
| Gesamt                   | 15    | 15    | 15    | 15    |